# ザ・ラグビーチャンピオンシップ2025
ザ・ラグビーチャンピオンシップ2025（2025 Rugby Championship、2025 TRC）は、2025年8月16日から10月4日にかけて開催される 南半球4か国のナショナルチームによる「ザ・ラグビーチャンピオンシップ」の第14回大会。主催はSANZAAR。北半球6か国代表によるシックス・ネイションズと並ぶ、強豪国リーグである。

## 冠スポンサー
各国で冠スポンサーを設けており、2025年大会では、各国で以下のような大会名でも呼ぶ。前年大会と同じ。
- ニュージーランド：「リポビタンD・ラグビーチャンピオンシップ（Lipovitan-D Rugby Championship）」[1]
- 南アフリカ共和国：「キャッスルラガー・ラグビーチャンピオンシップ（Castle Lager Rugby Championship）」[2]- キャッスルラガーは南アフリカのビール会社およびブランド。
- オーストラリア：「フライトセンター・ラグビーチャンピオンシップ（Flight Centre Rugby Championship）」[3] - フライトセンターはオーストラリアの旅行代理店。
- アルゼンチン：「ラグビーチャンピオンシップ・ビザ・バンコ・マクロ（Rugby Championship VISA Banco Macro）」[4]- バンコ・マクロはアルゼンチンの銀行。

## 概要
出典
相手国3チームと2試合ずつ、計6試合を行い、勝ち点で順位を決める。
「ミニツアー」的要素を取り入れているため、6試合のうち4試合は、同じ相手チームに対して、2試合連続でホームとアウェーを入れ替えずに試合を行う。残り2試合は、ホームとアウェーを入れ替えて1試合ずつ行う。

## 2025年「ザ・ラグビーチャンピオンシップ」対戦表
以下のように第4試合（Round 4）までは、同一相手との対戦において、ホームとアウェーの入れ替えが無い。
| 南アフリカの日程                                          | 南アフリカの日程                | 南アフリカの日程              | 南アフリカの日程 |
| 試合順                                                    | ホーム 側                       | 自チーム                      | アウエー 側      |
| --------------------------------------------------------- | ------------------------------- | ----------------------------- | ---------------- |
| 第1試合                                                   |                                 | 南アフリカ (ホーム)           | オーストラリア   |
| 第2試合                                                   |                                 | 南アフリカ (ホーム)           | オーストラリア   |
| 第3試合                                                   | ニュージーランド                | 南アフリカ (アウェー)         |                  |
| 第4試合                                                   | ニュージーランド                | 南アフリカ (アウェー)         |                  |
| 第5試合                                                   |                                 | 南アフリカ (ホーム)           | アルゼンチン     |
| 第6試合                                                   | アルゼンチン イングランドで実施 | 南アフリカ イングランドで実施 |                  |
| ニュージーランドとオーストラリアは、 南アフリカに来ない。 |                                 |                               |                  |

| アルゼンチンの日程                                    | アルゼンチンの日程 | アルゼンチンの日程              | アルゼンチンの日程            |
| 試合順                                                | ホーム 側          | 自チーム                        | アウエー 側                   |
| ----------------------------------------------------- | ------------------ | ------------------------------- | ----------------------------- |
| 第1試合                                               |                    | アルゼンチン (ホーム)           | ニュージーランド              |
| 第2試合                                               |                    | アルゼンチン (ホーム)           | ニュージーランド              |
| 第3試合                                               | オーストラリア     | アルゼンチン (アウェー)         |                               |
| 第4試合                                               | オーストラリア     | アルゼンチン (アウェー)         |                               |
| 第5試合                                               | 南アフリカ         | アルゼンチン (アウェー)         |                               |
| 第6試合                                               |                    | アルゼンチン イングランドで実施 | 南アフリカ イングランドで実施 |
| オーストラリアと南アフリカは、 アルゼンチンに来ない。 |                    |                                 |                               |

| オーストラリアの日程                    | オーストラリアの日程 | オーストラリアの日程      | オーストラリアの日程 |
| 試合順                                  | ホーム 側            | 自チーム                  | アウエー 側          |
| --------------------------------------- | -------------------- | ------------------------- | -------------------- |
| 第1試合                                 | 南アフリカ           | オーストラリア (アウェー) |                      |
| 第2試合                                 | 南アフリカ           | オーストラリア (アウェー) |                      |
| 第3試合                                 |                      | オーストラリア (ホーム)   | アルゼンチン         |
| 第4試合                                 |                      | オーストラリア (ホーム)   | アルゼンチン         |
| 第5試合                                 | ニュージーランド     | オーストラリア (アウェー) |                      |
| 第6試合                                 |                      | オーストラリア (ホーム)   | ニュージーランド     |
| 南アフリカは、 オーストラリアに来ない。 |                      |                           |                      |

| ニュージーランドの日程                      | ニュージーランドの日程 | ニュージーランドの日程      | ニュージーランドの日程 |
| 試合順                                      | ホーム 側              | 自チーム                    | アウエー 側            |
| ------------------------------------------- | ---------------------- | --------------------------- | ---------------------- |
| 第1試合                                     | アルゼンチン           | ニュージーランド (アウェー) |                        |
| 第2試合                                     | アルゼンチン           | ニュージーランド (アウェー) |                        |
| 第3試合                                     |                        | ニュージーランド (ホーム)   | 南アフリカ             |
| 第4試合                                     |                        | ニュージーランド (ホーム)   | 南アフリカ             |
| 第5試合                                     |                        | ニュージーランド (ホーム)   | オーストラリア         |
| 第6試合                                     | オーストラリア         | ニュージーランド (アウェー) |                        |
| アルゼンチンは、 ニュージーランドに来ない。 |                        |                             |                        |

## 戦績
出典、 2025年8月17日現在（第1節終了時）
| 順位 | 国               | 勝敗   | 勝敗 | 勝敗     | 勝敗 | 得点 | 得点 | 得点     | 3トライ差以上を獲得 ボーナス ポイント | 7点差以内の敗戦 ボーナス ポイント | 勝ち点 合計 |
| 順位 | 国               | 試合数 | 勝ち | 引き分け | 負け | 得点 | 失点 | 得失点差 | 3トライ差以上を獲得 ボーナス ポイント | 7点差以内の敗戦 ボーナス ポイント | 勝ち点 合計 |
| ---- | ---------------- | ------ | ---- | -------- | ---- | ---- | ---- | -------- | ------------------------------------- | --------------------------------- | ----------- |
| 1    | ニュージーランド | 1      | 1    | 0        | 0    | 41   | 24   | 17       | 1                                     | 0                                 | 5           |
| 2    | オーストラリア   | 1      | 1    | 0        | 0    | 38   | 22   | 16       | 1                                     | 0                                 | 5           |
| 3    | 南アフリカ共和国 | 1      | 0    | 0        | 1    | 22   | 38   | -16      | 0                                     | 0                                 | 0           |
| 4    | アルゼンチン     | 1      | 0    | 0        | 1    | 24   | 41   | -17      | 0                                     | 0                                 | 0           |

勝ち点の合計で優勝を競う。勝ち4点、引き分け2点、負け0点。相手より3トライ以上多く獲得で1点、7点差以内の負けで1点。

### 優勝・2国間トロフィー
| 賞                         | 獲得チーム | 獲得回数 | 備考                                           | 獲得日 |
| -------------------------- | ---------- | -------- | ---------------------------------------------- | ------ |
| 優勝                       |            |          | 1996年トライネイションズからの通算             |        |
| ブレディスローカップ       | /          |          | オーストラリアとニュージーランドとの対戦の勝者 |        |
| マンデラチャレンジプレート | /          |          | 南アフリカとオーストラリアとの対戦の勝者       |        |
| フリーダムカップ           | /          |          | 南アフリカとニュージーランドとの対戦の勝者     |        |
| ピューマトロフィー         | /          |          | アルゼンチンとオーストラリアとの対戦の勝者     |        |
| ウドゥン・スプーン         |            |          | 最下位に与えられる不名誉な称号                 |        |

## 対戦詳細

### Round 1
| 2025年8月16日 17:10 SAST (UTC+2) | 南アフリカ共和国 | 22-38                         | オーストラリア (1 BP) | エミレーツ・エアライン・パーク, ヨハネスブルグ, 南アフリカ共和国 観客数: 51,300人 レフリー: ベン・オキーフ (ニュージーランド) |
| 2025年8月16日 17:10 SAST (UTC+2) | T: カート＝リー・アレンゼ 1' アンドレ・エスターハイゼン 12' シヤ・コリシ 17' G: マニー・リボック 2', 18' PG: マニー・リボック 8' | レポート1 レポート2 レポート3 | T: ディラン・ピーチ 28' ハリー・ウィルソン 42', 63' ジョセフ＝アウクソ・スアリイ 57' マックス・ジョーゲンセン 65' トム・ライト 75' G: ジェームズ・オコーナー 43', 58', 64', 66' | エミレーツ・エアライン・パーク, ヨハネスブルグ, 南アフリカ共和国 観客数: 51,300人 レフリー: ベン・オキーフ (ニュージーランド) |

- オーストラリアが南アフリカ共和国に勝利するのは、ワールドカップ2011前哨戦の2011年8月13日に14-9で勝利して以来、14年ぶり[7]。
- この大会で南アフリカ共和国でホームで敗れるのは、2022年8月13日のニュージーランド戦（23-35）[8]以来、3年ぶり。
- 南アフリカ共和国は、世界ランキングが1位から3位へ転落した[9]。

| 2025年8月16日 18:10 ART (UTC-3) | アルゼンチン | 24-41               | ニュージーランド (1 BP) | エスタディオ・マリオ・アルベルト・ケンペス, コルドバ, アルゼンチン レフリー: ピエール・ブルセ (フランス) |
| 2025年8月16日 18:10 ART (UTC-3) | T: ロドリゴ・イスグロ 15' トマス・アルボルノス 50' ホアキン・オビエド 63' G: トマス・アルボルノス 16', 50', 64' PG: トマス・アルボルノス 29' | レポート1 レポート2 | T: セヴ・リース 8', 40+2' コルテス・ラティマ 23' アーディー・サヴェア 36' サミソニ・タウケイアホ 68', 73' G: ボーデン・バレット 9', 24', 37', 40+3' PG: ボーデン・バレット 3' | エスタディオ・マリオ・アルベルト・ケンペス, コルドバ, アルゼンチン レフリー: ピエール・ブルセ (フランス) |

### Round 2
| 2025年8月23日 17:10 SAST (UTC+2) | 南アフリカ共和国 | v | オーストラリア | ケープタウン・スタジアム, ケープタウン, 南アフリカ共和国 レフリー: ジェームズ・ドールマン (ニュージーランド) |
| 2025年8月23日 17:10 SAST (UTC+2) |                  |   |                | ケープタウン・スタジアム, ケープタウン, 南アフリカ共和国 レフリー: ジェームズ・ドールマン (ニュージーランド) |

| 2025年8月23日 18:10 ART (UTC-3) | アルゼンチン | v | ニュージーランド | エスタディオ・ホセ・アマルフィターニ, ブエノスアイレス, アルゼンチン レフリー: ニック・ベリー (オーストラリア) |
| 2025年8月23日 18:10 ART (UTC-3) |              |   |                  | エスタディオ・ホセ・アマルフィターニ, ブエノスアイレス, アルゼンチン レフリー: ニック・ベリー (オーストラリア) |

### Round 3
| 2025年9月6日 14:30 AEST (UTC+10) | オーストラリア | v | アルゼンチン | ノース・クイーンズランド・スタジアム, クイーンズランド州タウンズビル, オーストラリア レフリー: ポール・ウィリアムズ (ニュージーランド) |
| 2025年9月6日 14:30 AEST (UTC+10) |                |   |              | ノース・クイーンズランド・スタジアム, クイーンズランド州タウンズビル, オーストラリア レフリー: ポール・ウィリアムズ (ニュージーランド) |

| 2025年9月6日 19:05 NZST (UTC+12) | ニュージーランド | v | 南アフリカ共和国 | イーデン・パーク, オークランド, ニュージーランド レフリー: カール・ディクソン (イングランド) |
| 2025年9月6日 19:05 NZST (UTC+12) |                  |   |                  | イーデン・パーク, オークランド, ニュージーランド レフリー: カール・ディクソン (イングランド) |

### Round 4
| 2025年9月13日 14:00 AEST (UTC+10) | オーストラリア | v | アルゼンチン | シドニー・フットボール・スタジアム, シドニー, オーストラリア レフリー: クリストフ・リドリー（イングランド） |
| 2025年9月13日 14:00 AEST (UTC+10) |                |   |              | シドニー・フットボール・スタジアム, シドニー, オーストラリア レフリー: クリストフ・リドリー（イングランド） |

| 2025年9月13日 19:05 NZST (UTC+12) | ニュージーランド | v | 南アフリカ共和国 | スカイ・スタジアム, ウェリントン, ニュージーランド レフリー: ニカ・アマシュケリ（ジョージア） |
| 2025年9月13日 19:05 NZST (UTC+12) |                  |   |                  | スカイ・スタジアム, ウェリントン, ニュージーランド レフリー: ニカ・アマシュケリ（ジョージア） |

### Round 5
| 2025年9月27日 17:05 NZST (UTC+12) | ニュージーランド | v | オーストラリア | イーデン・パーク, オークランド, ニュージーランド レフリー: アンドレア・ピアルディ |
| 2025年9月27日 17:05 NZST (UTC+12) |                  |   |                | イーデン・パーク, オークランド, ニュージーランド レフリー: アンドレア・ピアルディ |

| 2025年9月27日 17:10 SAST (UTC+2) | 南アフリカ共和国 | v | アルゼンチン | キングス・パーク・スタジアム, ダーバン, 南アフリカ共和国 レフリー: アンガス・ガードナー（オーストラリア） |
| 2025年9月27日 17:10 SAST (UTC+2) |                  |   |              | キングス・パーク・スタジアム, ダーバン, 南アフリカ共和国 レフリー: アンガス・ガードナー（オーストラリア） |

### Round 6
| 2025年10月4日 17:45 AEST (UTC+8) | オーストラリア | v | ニュージーランド | オプタス・スタジアム, パース, オーストラリア レフリー: マシュー・カーリー (イングランド) |
| 2025年10月4日 17:45 AEST (UTC+8) |                |   |                  | オプタス・スタジアム, パース, オーストラリア レフリー: マシュー・カーリー (イングランド) |

| 2025年10月4日 14:00 BST (UTC+1) | アルゼンチン | v | 南アフリカ共和国 | トゥイッケナム・スタジアム, ロンドン, イギリス レフリー: アンドレア・ピアルディ（イタリア） |
| 2025年10月4日 14:00 BST (UTC+1) |              |   |                  | トゥイッケナム・スタジアム, ロンドン, イギリス レフリー: アンドレア・ピアルディ（イタリア） |

## 放送・配信
- 日本：WOWOW - 「南半球4カ国対抗戦 ザ・ラグビーチャンピオンシップ」（放送・ライブ配信）[10][11]

日本以外、世界各地での放送・配信状況は以下の通り。
- Stan Sport - オーストラリア
- ナイン・ネットワーク - オーストラリア
- SKY Network Television - ニュージーランド
- SuperSport - アフリカ地区
- ESPN - 南アメリカ地区
- The Sports Network - カナダ
- スカイUK - イギリス、アイルランド
- Canal+ - フランス、モナコ、ルクセンブルク、フランス語圏スイス、アンドラ
- FloSports - アメリカ合衆国、グアム、プエルトリコ
- テレフォニカ - スペイン
- Sky Pacific - フィジー
- フィジー放送公社 - フィジー
- Digicel - 太平洋諸島（サモア、トンガなど）
- Premier Sports - 東南アジア
- Sky Italia - イタリア、バチカン市国、サンマリノ、スイスティチーノ州、スイス
- NZR+（ニュージーランド協会によるストリーミングサービス）-  中東、中国、インド、スリランカ、上記を除くヨーロッパ